# Shrek le troisième (jeu vidéo)
Shrek le troisième (Shrek the Third) est un jeu vidéo d'action-aventure développé par 7 Studios et Shaba Games, édité par Activision, sorti en 2007 sur Windows, Wii, PlayStation 2, Xbox 360, Game Boy Advance, Nintendo DS, PlayStation Portable et J2ME.
Il est basé sur le film du même nom.

## Doublage
- Cyrille Monge : Shrek
- Martial Le Minoux : L'Âne
- Cédric Dumond : le Chat Potté
- Vincent de Boüard : Artie

## Accueil
- GameZone : 7/10 (PC)[1] - 6,9/10 (X360)[2] - 6,5/10 (Wii)[3] - 6/10 (PSP)[4] - 6,7/10 (GBA)[5]